# Werner (tegneserie)
Werner er en nordtysk tegneserie af Rötger Feldmann alias Brösel. Serien blev i løbet af kort tid en meget populær tegneserie i hele Tyskland.
Serien omhandler den unge rocker Werner og hans venner fra nordtysk rockermiljø. Handlingen foregår for størstedelen på halvøen Angel og i byerne Kiel og Flensborg. Kendetegnende er figuernes ordspil med den nordtyske dialekt og med Flensborg-dialekten Petuh. I serien indgår en stor del slapstick og absurditet.
Indtil 2004 er der udkommet 12 forskellige bind og indtil 2011 fem tegnefilm.
Forfatterne er inspireret af kinesisk maleri og Hayao Miyazakis film